# Эймс, Оукс
Оукс Эймс (англ. Oakes Ames; 1874—1950) — американский ботаник-систематик, специалист по орхидеям.

## Биография
Оукс Эймс родился 26 сентября 1874 года в городе Истон штата Массачусетс в семье Оливера Эймса, в 1887—1890 губернатора штата .Его дедом был конгрессмен Оукс Эймс. С детства интересовался изучением ботаники, в 1894 году поступил в Гарвардский колледж. В 1898 году Эймс получил степень бакалавра, а ещё через год — магистра. Затем Оукс на протяжении 10 лет работал инструктором по ботанике в Гарвардском университете. В 1909 году он был назначен директором ботанического сада Университета, был в этой должности до 1923 года. С 1923 до своей смерти в 1950 году Эймс работал в ботаническом музее. С 1926 по 1932 Оукс Эймс был профессором ботаники Гарвардского университета, с 1932 по 1935 — профессором Арнольд-Арборетума. Эймс совершил несколько поездок в Центральную и Южную Америку, а также в Филиппины, он был одним из лучших специалистов по орхидным этого региона. 28 апреля 1950 года Оукс Эймс скончался.
В 1929 году Эймс был удостоен Столетней медали Сельскохозяйственного общества Массачусетса, в 1935 году получил медаль имени Джорджа Роберта Уайта. В 1938 году Вашингтонский университет присвоил ему почетную степень доктора.
В настоящее время образцы орхидей Эймса хранятся в его именном гербарии в Гарвардском университете (AMES).

## Некоторые научные работы
- Ames, O. (1905—1922). Orchidaceae. 174 p., 114 pl.
- Ames, O. (1924). An enumeration of the orchids of the United States and Canada. 120 p.

## Роды, названные в честь О. Эймса
- Amesia A.Nelson & J.F.Macbr., 1913 [syn.  Epipactis Zinn, 1757, nom. cons.]
- Amesiodendron Hu, 1936